# Альбокс
Альбокс (ісп. Albox) — муніципалітет в Іспанії, у складі автономної спільноти Андалусія, у провінції Альмерія. Населення — 11 042 особи (2010).
Муніципалітет розташований на відстані близько 360 км на південь від Мадрида, 65 км на північний схід від Альмерії.
На території муніципалітету розташовані такі населені пункти: (дані про населення за 2010 рік)
- Альбокс: 7740 осіб
- Альхамбра: 498 осіб
- Ель-Каньїко: 536 осіб
- Лас-Лаборес: 404 особи
- Льяно-де-лос-Ольєрес: 250 осіб
- Локайба: 463 особи
- Ла-Рамбла: 354 особи
- Сальєнте-Альто: 299 осіб
- Сальєнте-Бахо: 498 осіб

## Демографія
Динаміка населення (INE ):